# Tropaeolum nuptae-jucundae
Tropaeolum nuptae-jucundae là một loài thực vật có hoa trong họ Tropaeolaceae. Loài này được Sparre miêu tả khoa học đầu tiên năm 1991.